# Марио Ланца
Марио Ланца (на италиански: Mario Lanza, роден като Алфредо Арнолдо Кокоца, Alfredo Arnoldo Cocozza) е американски тенор и холивудски актьор от италиански произход, станал известен през 1940-те и 1950-те.

## Кариера
Славата си дължи на участията си в няколко нашумели музикални филма, продуцирани от „Метро-Голдуин Майер“, най-вече „Великият Карузо“ и „Серенада“. В САЩ и Канада е сравняван с Карузо. Европейските музикални среди обаче остават резервирани към неговия изпълнителски стил. Марио Ланца никога не е пял на голяма европейска сцена. През септември 1959 г. получава покана за участие в постановка на „Палячи“ на сцената на Римската опера, но на 7 октомври 1959 г. умира от тромбоемболия, едва 38-годишен. Интересът към неговото творчество се възражда през 80-те години на ХХ век, след като певци като Лучано Павароти и Хосе Карерас признават за влиянието, което Марио Ланца е оказал върху тях.